# West Hollywood
West Hollywood je město v západní části okresu Los Angeles. Je domovem bulváru Sunset. Město bylo založeno pod původním názvem Sherman již roku 1886. Ke změně jména na West Hollywood došlo 29. listopadu 1984. V roce 2010 čítalo obyvatelstvo West Hollywoodu 34 399 lidí. Je to také město s vysokým počtem homosexuálně orientovaných obyvatel.

## Historie
Před příchodem Španělů žilo v této oblasti přes 5000 obyvatel kmene Tongva. Od konce 18. století byl tento kmen decimován cizími nemocemi, jež k nim přinesli Evropané.
K roku 1780 zde byla vybudována cesta, která byla hlavní dopravní tepnou mezi El Pueblo de Los Angeles (budova v nejstarší čtvrti Los Angeles) a ranči rozprostřenými podél celého jihozápadního pobřeží. Po dalších 100 let půda měnila mnohokrát své majitele a byla nazývána mnoha jmény. Mezi ně patřily například “La Brea“, či “Plummer“.
Během posledních dekád 19. století zde začala stavět velká stavební a železniční společnost Los Angeles Pacific Railroads město, ze kterého později vzešlo West Hollywood. Tohle město se jmenovalo “Sherman“, a bylo pojmenováno podle svého zakladatele Mosese Shermana. Sherman bylo domovem hlavních železničních obchodů, velkého depa, a seřaďovacího nádraží. Za prací na železnici sem přišlo mnoho lidí. Byla to také doba, kdy pozvolna reputace města klesala. Během prohibice se zde dalo relativně snadno dostat k alkoholu. Město bylo také proslulé svými výstředními obyvateli. Navzdory pokusům město připojit k Los Angeles, se město nikdy k této metropoli nepřipojilo. Roku 1925 se začalo městu přezdívat jeho současným jménem, nicméně oficiálně bylo město přejmenováno až roku 1984. Po mnoho let bylo město ze všech stran obklopeno městem Los Angeles. Během 20. let 20. století vyrostlo ve městě hodně kasin, nočních klubů, či barů. Proč zrovna zde je dobrá otázka; ačkoli byl v okresu Los Angeles hazard povolen, nebylo tomu tak ve městě Los Angeles. Většina lepších podniků se soustředila podél bulváru Sunset. Jelikož West Hollywood bylo, a stále je samostatné město, nemohli zde zasahovat policisté Los Angeles Police Department.
Netrvalo dlouho, a toto volnomyšlenkářské a méně upjaté místo si oblíbili lidé z tehdy velmi rychle rostoucího filmového průmyslu. V následujících letech zde bylo postaveno velké množství osobitých staveb, hotelů, či apartmánů.
Postupem času začala popularita města West Hollywood pozvolna klesat. Bary a noční podniky na Sunset Strip (část Sunset Boulevard, která protíná West Hollywood) zůstaly nadále turisticky atraktivní. Během bouřlivých 60. let se Sunset Strip změnil na centrum hippie kultury jižní Kalifornie.
Nejnovější imigrační vlna dorazila do města West Hollywood po rozpadu Sovětského svazu, kdy se sem přistěhovali tisíce ruských Židů. Zajímavostí je, že po New Yorku je ve West Hollywoodu nejpočetnější rusky hovořící komunita v USA. 

## Město
Sunset Strip je téměř 2,5 km dlouhý úsek bulváru Sunset, jež prochází skrze West Hollywood. Podél stripu se nachází ohromné množství butiků, restaurací, hudebních klubů, nočních podniků, či barů. Sunset Strip je také znám pro své pestrobarevné billboardy.
Pacific Design Center je víceúčelová koncertní hala. Budově se také přezdívá “Modrá velryba“, jelikož k okolním budovám je tato stavba gigantických rozměrů, a její fasáda se skládá z modrého skla.
Luckman Plaza je starý název velké kancelářské budovy, jejíž současné jméno je 9200 Sunset. Budova se nachází na Sunset Stripu, a celkový projekt zahrnuje dvě kancelářské budovy s restaurací, které jsou propojeny přes společnou vstupní halu.
Budova byla postavena roku 1964, a svého času sloužila jako centrála stavitelské společnosti Charles Luckman and Associates. Z toho je také odvozen její starý název. Roku 2009 prošla budova celkovou renovací.
House of Blues byla slavná koncertní hala a restaurant na Sunset Stripu. Otevřena byla roku 1992, jako první, z dnes početných koncertních hal House of Blues. Dnes si však v House of Blues ve West Hollywoodu žádný interpret již nezahraje. Koncertní hala byla totiž roku 2015 zavřena.
Whisky a Go Go je název proslulého nočního klubu na Sunset Stripu. Klub byl odrazovým můstkem pro taková jména, jakými byly například The Doors, Buffalo Springfield, Van Halen, Steppenwolf, nebo Guns N' Roses. Místo bylo roku 2006 přidáno na čestné místo Rock and Roll Hall of Fame.

## Počasí
West Hollywood leží v subtropickém klimatu s celoročním teplým počasím. Nejtepleji tu je v srpnu; průměrná teplota se v tomto měsíci pohybuje okolo 23 °C. Rekordní maximální teplota 43 °C zde byla naměřena roku 26. listopadu 1963. Naopak rekordní teplotní minimum se zde naměřilo 4. ledna 1949. Naměřenou teplotou tehdy bylo -4 °C. Prší zde vzácně a především v zimním období.

## Demografie
K roku 2010 zde žilo 34 399 obyvatel. Hustota obyvatel je 7039 osob/km2. Rasová pestrost je následující:
- 28 979 (84,2 %) bílých
- 1115 (3,2 %) černých
- 103 (0,3 %) původních Američanů
- 1874 (5,4 %) asiatů
- 34 (0,1 %) pacifických ostrovanů
- 1049 (3 %) ostatních ras

## Fotogalerie

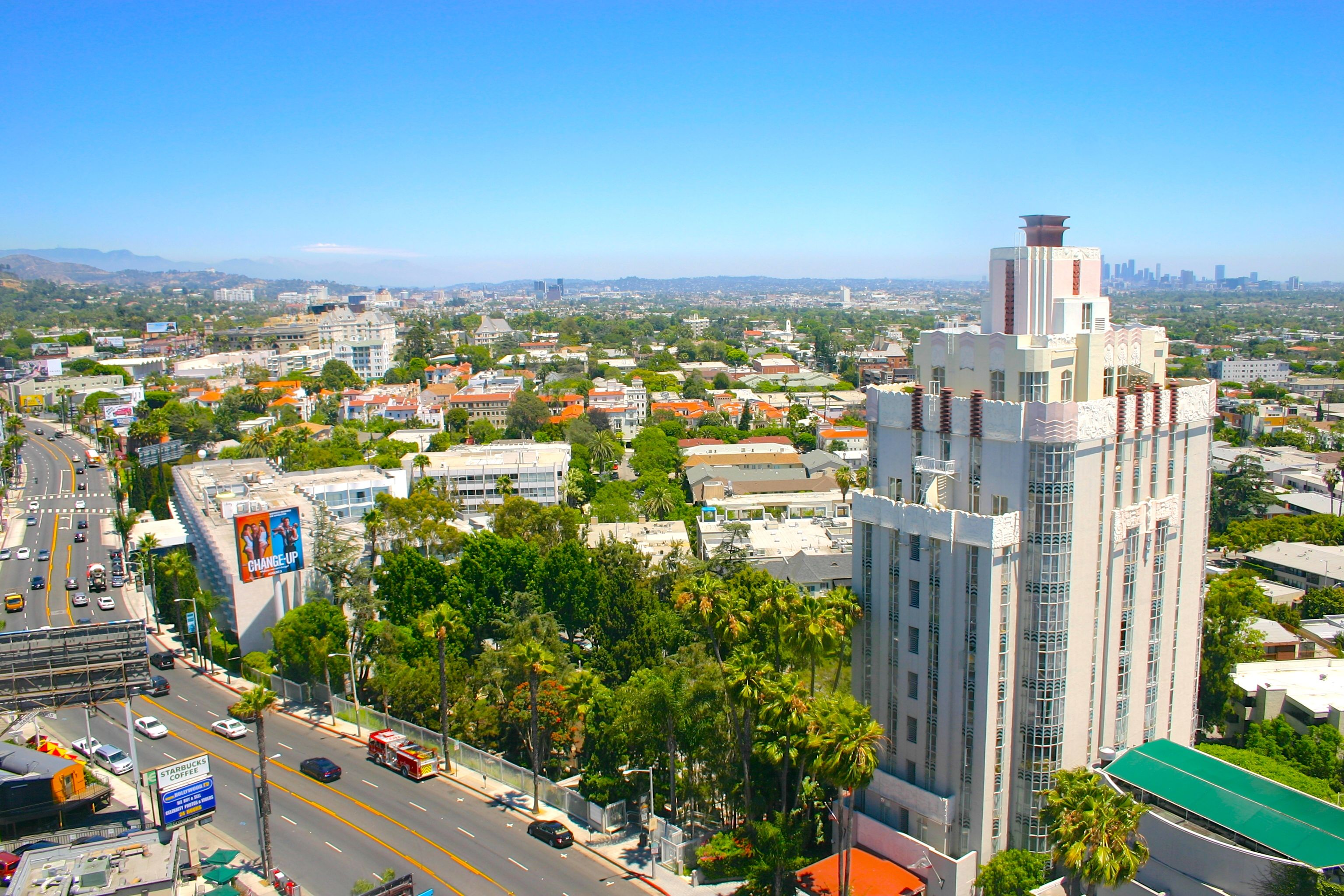
Sunset Tower na Sunset Stripu
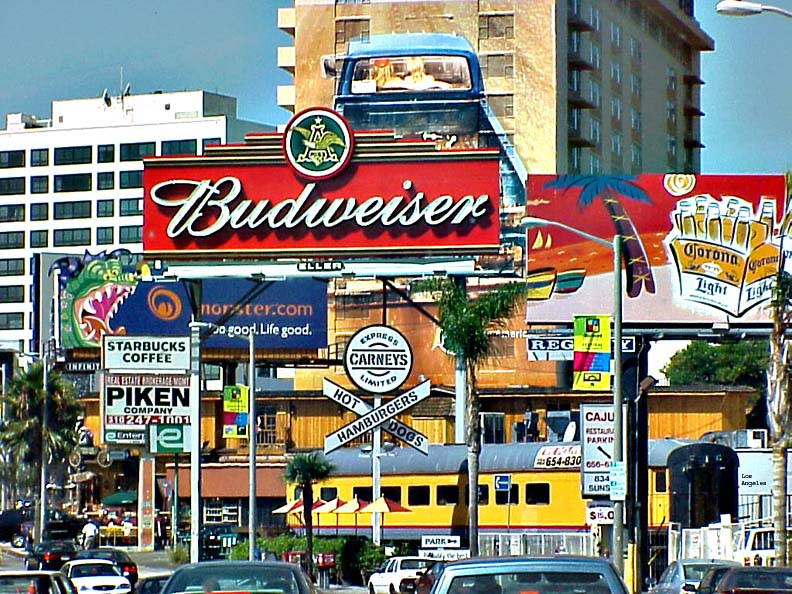
Pestrobarevné billboardy podél Sunset Stripu
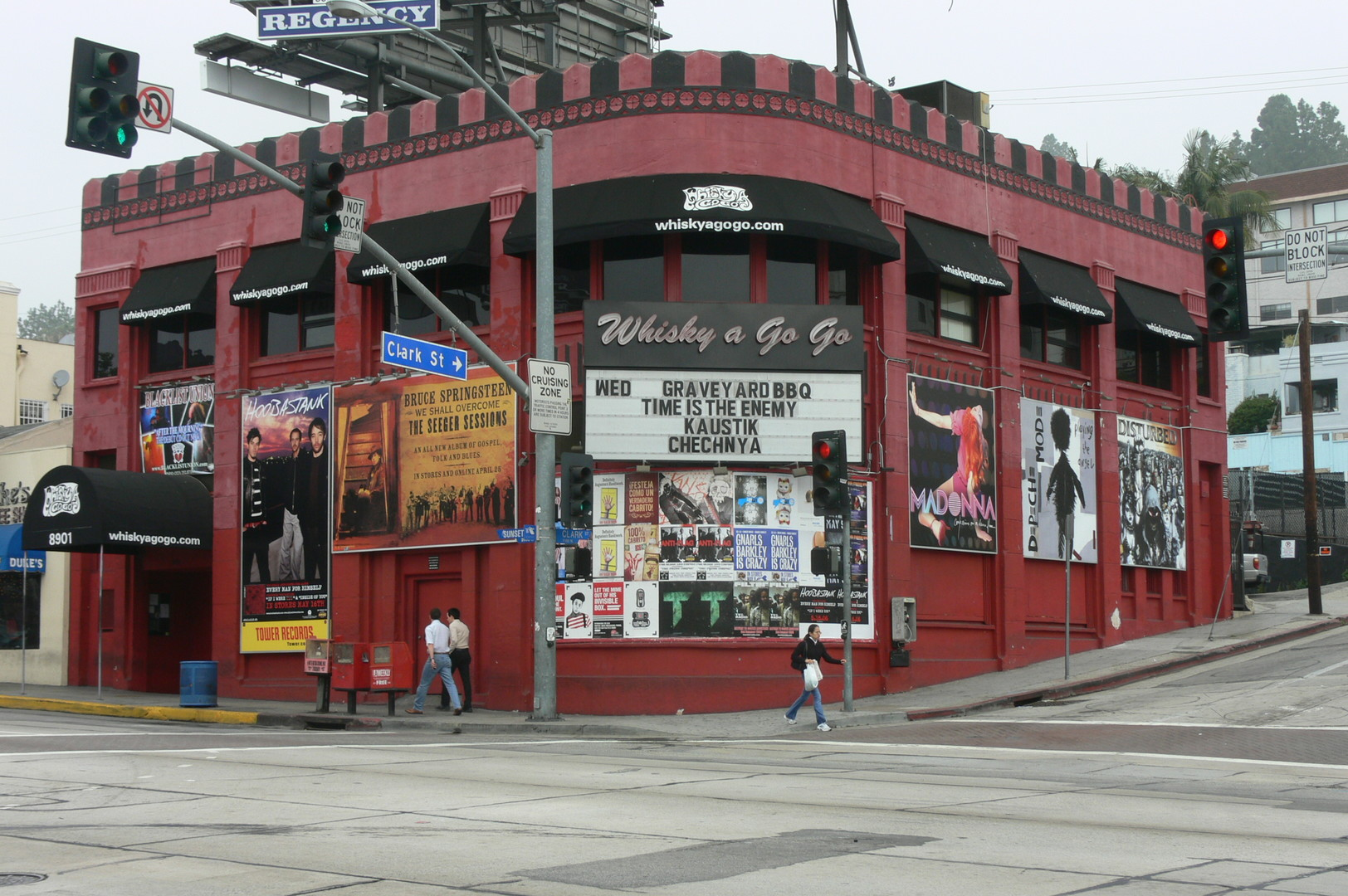
Bar Whisky a Go Go
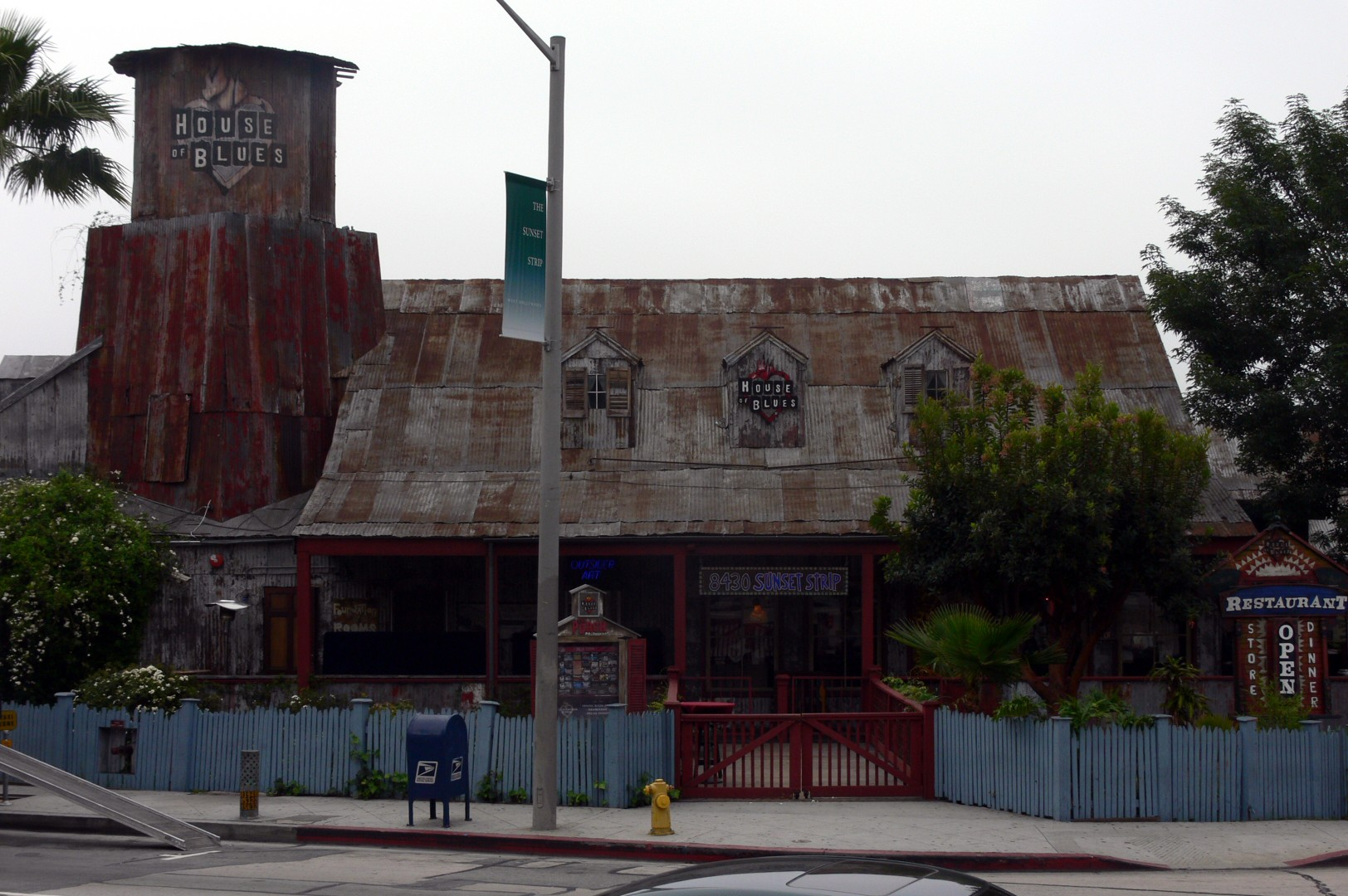
House of Blues
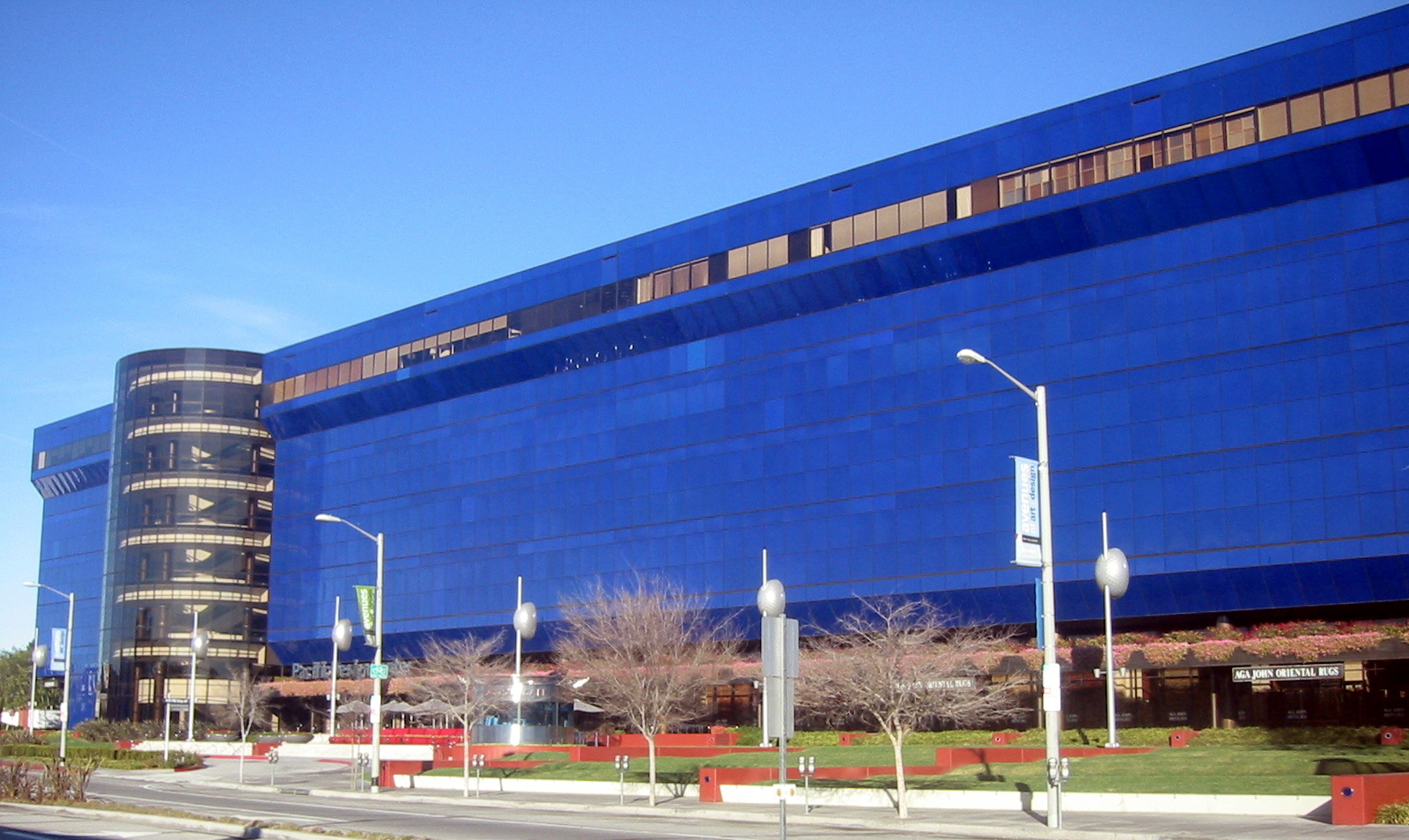
Pacific Design Center
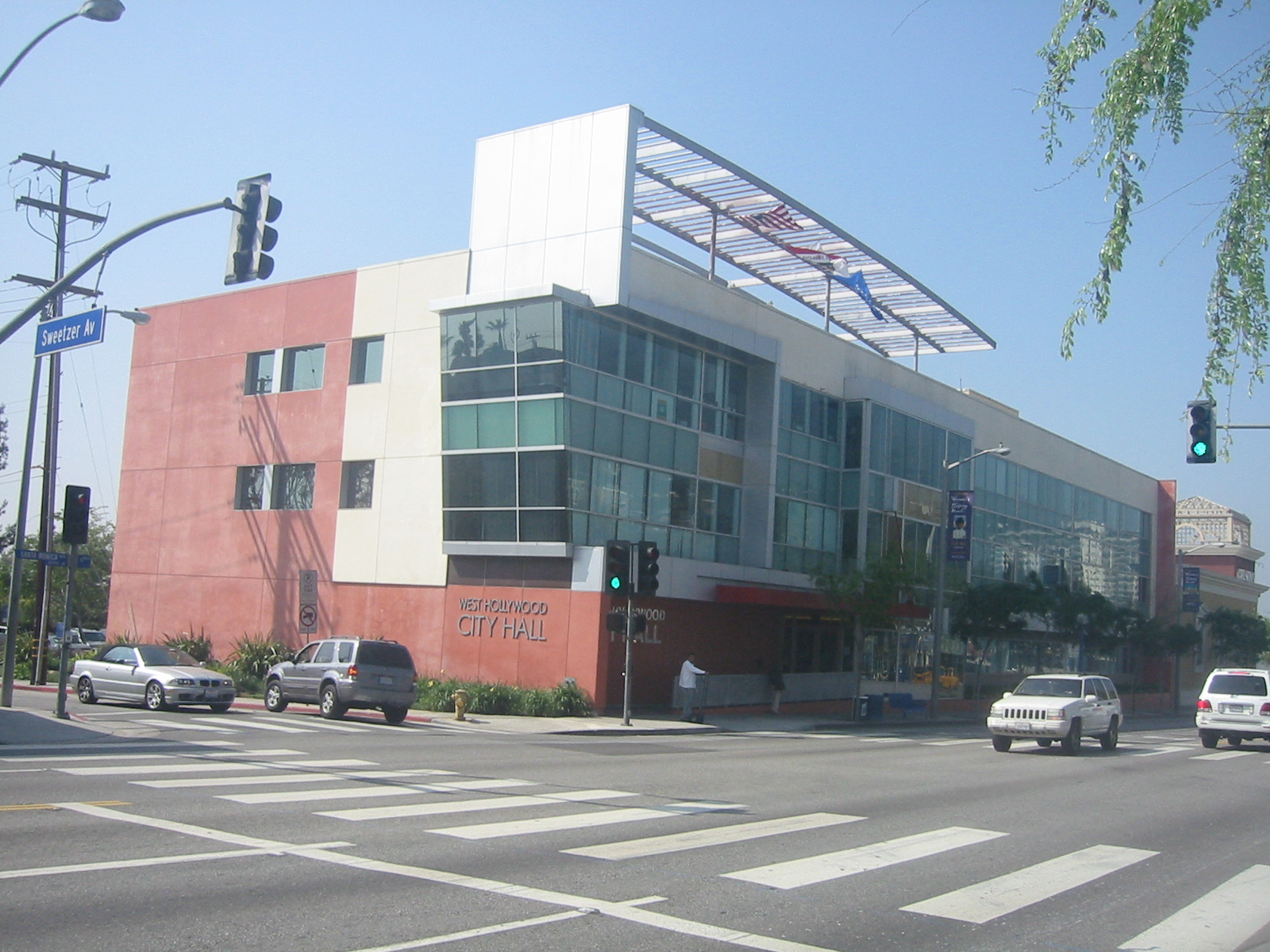
Městská radnice
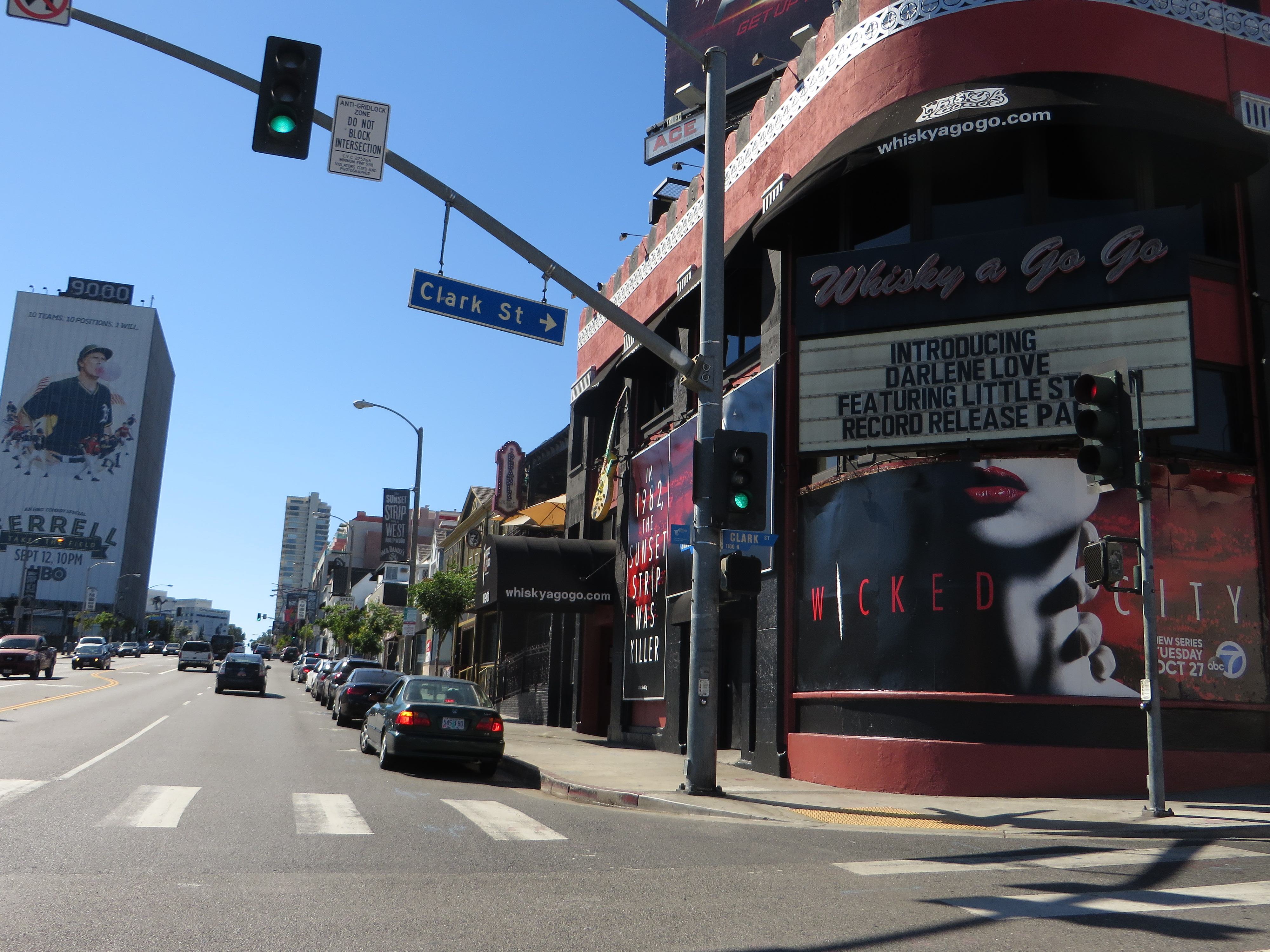
Sunset Strip